# Ricardo de Orueta
Ricardo de Orueta, né à Malaga le 7 mai 1868 et mort à Madrid le 10 février 1939, est un important historien et critique d'art espagnol de la première moitié du XXe siècle.
Il a été nommé, lors de la Seconde République espagnole, Directeur général des Beaux-arts, poste pour lequel son activité d'organisation des musées et de protection du trésor artistique a été très importante.

## Historien de l'art
L'historien d'art Ricardo de Orueta appartenait à une famille malagueña de bonne éducation et très cultivée, proche de Francisco Giner de los Ríos, ce qui facilita sa formation polyglotte ; il vécut d'ailleurs par la suite 9 ans à Paris pour étudier l'art, et en particulier la sculpture. Son frère Domingo de Orueta était un important géologue.
À partir de 1911, il fut très proche de l'Institution libre d'enseignement ainsi que la Résidence d'étudiants de Madrid. Il connut directement les plus grands intellectuels des générations de 98 et 27 ; il fut particulièrement proche de José Ortega y Gasset, Juan Ramón Jiménez (qui lui adressa un texte dans Españoles de tres mundos), Manuel Azaña, Alberto Jiménez Fraud et José Moreno Villa (Memorias), et de manière générale de toutes les personnes impliquées dans l'élévation du niveau culturel espagnol lors de l'Âge d'argent (es).
Ricardo de Orueta fut un investigateur important sur la sculpture dans la section « Sections d'Archéologie et d'Art » du Centre d'études historiques.
Il écrivit au début du XXe siècle plusieurs monographies importantes sur des sculpteurs espagnols comme Pedro de Mena (1914), Gregorio Fernández (mais dont le livre s'appela Gregorio Hernández, 1920), et surtout sur Alonso Berruguete (dans Berruguete y su obra, 1917), qui contenait ses propres photos, ce qui fut une action pionnière dans la critique de l'art en Espagne. Ce livre le consacra comme l'un des critiques d'art espagnols les plus importants de son temps.
Il étudia la sculpture funéraire dans diverses régions de la péninsule ibérique et son texte L'expression de la douleur dans la sculpture espagnole fut son révélateur discours de réception à l'Académie royale espagnole à Madrid en 1924.
Il se consacra ensuite à étudier l'art chrétien en Espagne, mais cette étude fut interrompue par ses obligations comme homme politique. Le manuscrit est exposé lors de l'exposition « Ricardo de Orueta (1868-1939), en el frente del arte », en 2014.

## Organisateur de l'art
Sa vie comme propulseur de la protection des arts en Espagne fut décisive et son apogée eut lieu lors de la seconde République espagnole, à un âge déjà avancé. Il appartint au Parti réformiste et fut très lié à Manuel Azaña, ce qui le conduisit à prendre des responsabilités publiques au sein d'Action Républicaine, qu'il assume avec brio.
Dans les années 1930, il fut élevé au poste de Directeur général des Beaux Arts à deux occasions différentes, toutes deux ayant leur importance. Il chercha toujours à sauvegarder le patrimoine artistique espagnol (qui s'appelait alors Tesoro Artístico Nacional, « Trésor artistique national »), qui souffrait alors d'une importante saignée lors de la décennie antérieure. Orueta obtint ce poste pour la première fois avec l'apparition de la IIe république, en avril 1931 et le conserva jusqu'en décembre de 1933. Il accéda de nouveau à ce poste en février 1936, mais dû le laisser quand le Parti Communiste Espagnol se chargea du portefeuille ministériel correspondant.
Lors de cette première étape, Orueta impulsa d'importantes mesures législatives pour la préservation et le développement des compétences des Beaux Arts. C'est ainsi qu'il créa la Junta de Defensa del Tesoro Artístico Nacional (es) en 1933 et fondation de nouveaux musées (en les transformant ainsi que le mécénat), en particulier le Musée national de la sculpture (qui fut appelé de 2008 à fin 2011 Collège San Gregorio) de Valladolid et celui d'Aranjuez, l’Epigráfico de Barcelone, le Celtíbero de Soria, le Galdosiano de Santander, l’Histórico Militar de Madrid ou l’Arqueológivo Provincial d'Almería.
Par ailleurs, Orueta nomma et confirma de grandes figures, telles que Francisco Javier Sánchez Cantón (es), à la sous-direction du Musée du Prado ; José Moreno Villa à la direction des Archives du Palais ; ou encore à Juan de la Encina (es) à la tête du Musée d'art moderne. Il créa des structures d'investigation historico-artistiques, à vocation protectionnistes et divulgatrices comme le Fichier d'art antique (1931).
Lors de sa deuxième étape comme directeur général, il récupéra dans un premier temps sa ligne de direction antérieure, puis dut se mettre au service de la défense du patrimoine lors de la Guerre civile espagnole, et en tant que grand connaisseur des Beaux-Arts, il réalisa une sauvegarde exemplaire. Il mourut peu après, des suites d'une chute dans le Caserón del Buen Retiro, alors le siège du musée des reproductions.

## Récupérations
Juan Ramón Jiménez évoque en 1942 sa grande courtoisie, ses yeux entrouverts « qui regardent ce qui l'entoure comme un appareil photographique au diaphragme inconstant », tandis que José Moreno Villa le mentionne souvent dans ses mémoires, Vida en claro, en faisant remarquer qu'il était devenu un homme éminent dans la sculpture, comme Américo Castro en philologie ou García Morente en philosophie.
L'Université de Malaga récupère en 1989 un fac-similé de sa monographie sur Pedro de Mena.
C'est au XXIe siècle qu'est réalisé le plus grand nombre de rééditions, grâce au Musée national de sculpture, où ont été publiées Berruguete y su obra (2011) et Gregorio Fernández, ainsi que La expresión de dolor en la escultura castellana (2013), avec des photos de ses fonds documentaires, parfois de son propre fait, ainsi que La escultura española de los siglos XI y XII en 2015 (inédit à sa mort).
Le 16 septembre 2014, Acción Cultural Española, promue par le Musée national de Sculpture, inaugure l'exposition « Esto me trae aquí. Ricardo de Orueta (1868-1939), en el frente del arte ». Elle permet la révision générale de sa figure de visionnaire, de son travail et de ses œuvres, et analyse la récupération du trésor artistique espagnol, la met en relation avec l'Âge d'Argent de la culture espagnole (es). Elle s'expose à nouveau à partir du 18 décembre 2014 à Malaga, puis à la Résidence d'étudiants de Madrid de mars à juin 2015.
En octobre 2015, le musée national de la sculpture promeut une partie de l'exposition sur Ricardo de Orueta, qui est présentée dans plusieurs centres éducatifs, dont l'université de Salamanque et l'université complutense de Madrid et différents collèges tout au long de l'année 2016.

## Œuvres
- La vida y la obra de Pedro de Mena y Medrano, Madrid, CEH, 1914. Republié dans Pedro de Mena (facsimilé), Universidad de Málaga, 1989,  (ISBN 978-84-7496-169-0).
- Berruguete y su obra, Madrid, Calleja, 1917; nouvelle ed.: Madrid, Ministerio de Cultura-MNCSG (MNE), 2011  (ISBN 9788481814859), corrigée, avec prologue et avec les photos récupérées de Orueta.
- Gregorio Hernández, Madrid, Calleja, 1920.
- La escultura funeraria en las provincias de Cuenca, Ciudad Real y Guadalajara, Aache Ediciones, 2000  (ISBN 978-84-95179-44-9).
- El arte cristiano en España (manuscrit).
- La escultura española de los siglos XI y XII, Valladolid, MNE, 2015, avec des photos d'Orueta.